# 奧熱寧
50°26′31″N 26°28′59″E / 50.44194°N 26.48306°E
奧熱寧（烏克蘭語：Оженин），是烏克蘭西北部的村莊，隸屬里夫內州的里夫內區。該村始建於1534年，面積5.23平方公里，海拔高度208米，2024年人口5,000，人口密度每平方公里913.4人。